# يوهانس ديتريش
يوهانس ديتريش (بالألمانية: Johannes Dietrich)‏ هو سباح ألماني، ولد في 10 فبراير 1985 في برلين في ألمانيا.

## وصلات خارجية
- يوهانس ديتريش على موقع الاتحاد الدولي للسباحة (الإنجليزية)
- يوهانس ديتريش على موقع SwimRankings.net (الإنجليزية)